# پید نکوئیه
پیدنکوئیه (که پیرنکوئیه،  بیدنکوئیه، و پیدن‌کوئیه هم نوشته شده) نام منطقه‌ای کوهستانی است در ۱۲۰ کیلومتری شهر عنبرآباد استان کرمان در جنوب ایران.